# 白人群飞
白人群飞（White flight）是一个起源于美国的术语，开始于20世纪中叶，并应用于欧洲裔美国人从种族開始多元混杂的城市都會区大规模迁移到郊区或远郊地区。该术语最近被应用于其他白人迁移（如亞裔社區而非黑人造成白人遷移），从老的内城区向农村地区，以及自美国东北部和中西部地区到气候温和的东南和西南地区。
这个术语也被用于后殖民时期非洲白人的大规模移民，受到非裔美国人暴力犯罪和反殖民的国家政策的推动。
不过，一些历史学家质疑这个术语的使用应重新考虑。历史学家阿曼达塞利格曼在战后芝加哥西区研究中认为，这个术语误导性暗示，当黑人搬进社区时，白人立刻离开，而事实上，许多白人用暴力、恐吓、或法律捍卫自己的空间。

## 美国
关于美国白人群飞的原因，主要是有色人种在教育，社会环境以及生活习惯等方面落后于白人，同时又与白人发生冲突并占据了优势。
对于有色人种，尤其是非裔美国人而言，19世纪中叶以前他们主要是以奴隶的身份生活在美国，在这一时期，黑人无法进入正规学校学习，也无法享有基本人权和平等的社会地位。除了少数民权运动领袖和反奴隶制活动家外，绝大多数少数族裔民众只能自暴自弃，在跨族裔交往中自我矮化，失去争强好胜的思维。
南北战争后有色人种虽然不再被奴役，但歧视依然存在，加上上一代人没有受过良好教育就不得不步入西方文明社会，心理落差进一步增加。同时因为缺乏良好的教育，这些人在社会上只能从事低端劳动行业，收入微薄，造成人口素质不佳，很多人迫于生计只能通过犯罪和欺诈获得收入，这就导致有色人种聚居区治安普遍恶化。
20世纪20年代以前，白人群飞现象主要出现在南部地区，原因还包括当地经济下滑和没有工业导致的贫困，白人离开南方州份前往北方谋生。
20世纪初期，美国工业爆发式发展，工人紧缺，很多南方黑人见到这一机遇，举家搬迁到大城市工作（非裔美國人大遷徙），很多大城市黑人人口增加迅速，但种族主义带来的威胁和痛苦使得黑人更愿意抱团居住，形成有色人种社区。
20世纪中期以来，汽车普及程度提高，生活理念改变及旧式城市规划和住房设计逐渐落伍等因素导致郊区成为优良生活品质的代名词，加上有色人种涌入后导致治安恶化，有一定积蓄的白人纷纷外迁，原有社区内只剩下低收入人群及价格越来越低的房地产，税收基础遭受破坏，公共服务和设施状态恶化，进一步推动白人外流，加上少数族裔的教育和生活水平没有长足的改善，形成了恶性循环。
在20世纪50年代和60年代，中产阶级的白人人口迁出克利夫兰、底特律和奥克兰这些城市，很多白人在1970年代後遷至郊區，把這些郊區变成共和黨的票倉。

## 南非
南非和其他非洲国家都有一定程度的白人群飞现象。与美国类似，南非的白人群飞现象也是历史上种族隔离和歧视的结果。不同于美国，南非白人很少去往郊区定居，因为南非不产汽油，油价较高，加之郊区自然环境恶劣，白人大多选择回归欧洲或移民美加澳等国。

## 津巴布韦
津巴布韦的白人群飞是典型的政策结果。1980年以前，津巴布韦是英国殖民地，称南罗得西亚，英国离开后是白人政府当政，奉行种族歧视政策，导致不同种族间人口素质差距加大，穆加贝当政后白人失去特权，少数人选择离开。2000年，津巴布韦强行将富裕白人的资产，如大型农场和牧场以及工矿业收归国有，大批白人失去工作和经济来源，加上国有化和资本外逃导致的通胀和生产下滑，生活环境急剧恶化，白人中产阶级几乎全部出逃。与之类似的还有刚果，赞比亚，安哥拉等国家。
还有一种与之对应的情况是黑人外流现象。这一现象比较罕见，往往出现在歧视高发或生活品质过差的地方。前者是避免被歧视或攻击，后者则是黑人或拉美人中的中产阶级郊区化，原理与美国的白人群飞类似，但取代他们的不仅是空置的地区，有时甚至是外国移民，如中东的伊斯兰教徒。不过也有地区重建和改造引起房价上涨导致黑人群飞的情况。这种现象目前在纽约和华盛顿等地出现。